# Château du Vivier des Landes
 (mars 2015).
Si vous disposez d'ouvrages ou d'articles de référence ou si vous connaissez des sites web de qualité traitant du thème abordé ici, merci de compléter l'article en donnant les références utiles à sa vérifiabilité et en les liant à la section « Notes et références ».
Le château du Vivier des Landes est un édifice situé à Courcelles-de-Touraine, dans le département d'Indre-et-Loire, en région Centre-Val de Loire (France).
À l’origine manoir muni de trois tours, il se mua au gré de ses nombreux propriétaires du XIXe siècle, en une demeure accumulant les références au Moyen Âge et à la Renaissance. Cinq cents ans plus tard, il offre une architecture gothique du XIXe siècle. Depuis 1989, il est reconverti en hôtel dénommé Château golf des Sept Tours. Il est inscrit comme monument historique depuis 1993.

## Histoire
Au XVe siècle, le château fut un fief relevant de Château-la-Vallière. Les anciens textes le décrivent ainsi : « à foi et hommage simple, au devoir d’un cheval de service abonné à cents sols, à nuance de seigneur et de vassal et au devoir annuel au jour de Saint-Michel d’un chaperon à oiseau. »
En 1815, le noble anglais Sir Thomas Stanhope Holland fait l’acquisition de la propriété et achète la même année le château de Vaujours dont il se sert comme carrière. Il construit les deux grosses tours situées sur la partie méridionale du château ainsi que le grand salon. À cette époque, des archives attestent aussi de la construction d’écuries entre deux ailes abritant d’un côté une chapelle, et de l’autre, un bâtiment servant au brassage de la bière.
À partir de 1834, le comte et la comtesse de Brissac, nouveaux propriétaires du château, ajoutent deux tours supplémentaires, restaurent la chapelle puis réaménagent et rénovent les écuries et la brasserie.
En 1991, le château et son domaine sur lequel a été dessiné un golf 18 trous, sont pour la première fois ouverts au public.

### Architecture: duXVeauXIXesiècle
Entre 1815 et 1852, l’ancien château du Vivier subit une succession de transformations, qui vont donner à l’édifice son architecture gothique XIXe siècle.
En 1810, juste avant le rachat du site par Thomas Holland, apparaissent sur les plans cadastraux « trois tours, occupant presque tous les côtés d’une esplanade pentagonale irrégulière avec au couchant de cet ensemble, un grand verger protégé ».
Si aujourd’hui, le plan cadastral indique une même orientation du château, ce dernier apparaît d’un seul tenant et flanqué de sept et non plus trois tours.

### Moyen Âge
Le château a conservé une architecture médiévale : 
- sur le plan cadastral de 1810, l’ensemble des bâtiments est entouré de larges douves en eau. Aujourd’hui, la plus grande partie de ces fossés sont secs mais leur emplacement est nettement marqué au sud et à l’est ;
- l’escalier à large vis de pierre, constituant l’accès aux étages date du XVe siècle ;
- tout près de la tour abritant cet escalier, une rainure verticale au-dessus d’une porte au linteau creusé d’une accolade indique la présence d’une poterne munie d’un pont-levis, celui qui devait enjamber les douves et ainsi protéger les occupants du château ;
- dans la pièce commune est implantée une cheminée monumentale à linteau en pierre du XVe siècle dont les jambages demi cylindriques s’accompagnent d’une fine colonnette ;
- certaines parties du sous-sol en voutes appareillées proviennent également d’un édifice médiéval.

### Début duXIXesiècle
La bâtisse rénovée par Thomas Holland employa des pierres provenant du château de Vaujours. En 1834 est expressément rapporté dans l’acte de vente le descriptif des nouvelles tours : « cinq tours construites en maçonnerie dont deux couvertes en verre garnies de deux boules de cuivre doré, les trois autres coiffées d’ardoises dont l’une est un escalier en pierre ». La partie méridionale <du château> a été élevée de toutes pièces avec, à chaque angle, une grosse tour cylindrique à trois niveaux, couronnée de faux mâchicoulis et de créneaux ; toutes les baies, sauf une à croisée de pierre, sont à huisseries à petits carreaux. Les combles sont éclairés par des lucarnes à galbe aigüe, munies parfois de meneaux à l’Ouest, s’intercalant entre de petits oculus circulaires.
Enjolivée extérieurement d’un placage octogonal, la tour accueillant l’escalier du XV fut également reprise et terminée par une terrasse sur laquelle fut élevée une sorte de beffroi ajouré sur chaque face et couronné d’une balustrade.
Les écuries, le chenil et un bâtiment servant au brassage de la bière sont également construits par Holland : « Placé en retrait entre deux ailes en légère saillie par un tympan triangulaire, s’étend le long bâtiment des écuries, fonction attestée par les têtes de chevaux adossés au sommet des pieds droits de l’entrée ».

### Milieu duXIXesiècle
À partir de 1844, le comte et la comtesse de Brissac effectuent de nouveaux travaux. L’extrait de l’acte de vente de 1852 indique que « le château a été construit, il y a 30 ans par Monsieur Thomas Holland mais nous avons fait d’importantes réparations et augmentations ».
En particulier, les deux tours supplémentaires, le réaménagement et la rénovation de l’écurie ainsi que la restauration de la chapelle datent de l’ère De Brissac. La brasserie construite par le noble anglais est transformée en salon de musique, divertissement social en vogue au Second Empire.
Les autres descriptions extraites de l’acte de vente de 1852 nous indiquent : « Deux tours supplémentaires, au nord, toutes simples mais plus élancées, coiffées d’une poivrière… Le chevronnage du plafond <de l’écurie> très élevé repose sur des poutres supportées par une double rangée de colonnes, au nombre de 24 toutes décorées de sculptures… Le chenil présente une galerie ouverte par trois arcades en plein cintre et comporte également une boulangerie et des chambres… La haute porte de la chapelle s’ouvre entre deux pilastres cannelés sous un fronton triangulaire sommé d’une croix… Un retable dans le même style surmonte un autel en bois. »

## Château golf des Sept Tours de nos jours
Aujourd’hui, le site s’étend sur un domaine de 76 hectares comprenant le château, un golf 18 trous, les anciennes écuries renommées « l’Orangerie », le salon de musique devenu « pavillon de Chasse » ainsi que la chapelle abritant le Club House et un restaurant-brasserie. L'établissement ayant connu des difficultés, il a été repris en 2013 par le Groupe Docte Gestion.
L’accès au château se fait par la porte entre les deux tours médiévales qui mène au hall d’accueil où a été reconstruit à l’identique la cheminée monumentale du XVe. L’ancien retable de la chapelle est dressé en comptoir dans le salon-bar où sont aussi présentées des œuvres du peintre français Constant Troyon(1810-1865) comme La Grande Chasse ou Le Retour du Troupeau sous forme de papier peint d'origine (fabriqué à la manufacture de Jean Züber et Cie).
Le château a conservé son mobilier de style Louis XV ou Directoire, des draperies traditionnelles et des hauts plafonds.
Aménagé dans une verrière qui a été ajoutée à la façade du château, le restaurant du château dispose d'une salle-véranda ouvrant directement sur le golf.

### Golf des Sept Tours
L'ancienne chapelle restaurée a été transformée en club-house et en brasserie. La longue allée du château donne un aperçu du parcours de golf qui a été tracé dans l'ancien domaine.
Le cadre historique du château golf des Sept Tours est propice à l'organisation d'événements privés et publics.